# Campeonato Africano de Atletismo de 2006
A 15ª edição do Campeonato Africano de Atletismo foi organizado pela Confederação Africana de Atletismo no período de 9 a 13 de agosto de 2006 no Stade Germain Comarmond, em Bambous, na Maurícia. Foram disputadas 44 provas, com a presença de 438 atletas de 42 nacionalidades. 

## Medalhistas

### Masculino
| Evento                  | Ouro                                                                           | Ouro      | Prata                                                                          | Prata     | Bronze                                                                                     | Bronze    |
| ----------------------- | ------------------------------------------------------------------------------ | --------- | ------------------------------------------------------------------------------ | --------- | ------------------------------------------------------------------------------------------ | --------- |
| 100 metros              | Olusoji Fasuba · Nigéria                                                       | 10.37     | Uchenna Emedolu · Nigéria                                                      | 10.44     | Eric Nkansah · Gana                                                                        | 10.65     |
| 200 metros              | Uchenna Emedolu · Nigéria                                                      | 20.61     | Stéphan Buckland · Maurícia                                                    | 20.67     | Leigh Julius · África do Sul                                                               | 20.82     |
| 400 metros              | Gary Kikaya · República Democrática do Congo                                   | 45.03     | Paul Gorries · África do Sul                                                   | 45.50     | Young Talkmore Nyongani · Zimbabwe                                                         | 45.60     |
| 800 metros              | Alex Kipchirchir · Quénia                                                      | 1:46.62   | Ismail Ahmed Ismail · Sudão                                                    | 1:46.65   | Alfred Kirwa · Quénia                                                                      | 1:46.85   |
| 1 500 metros            | Alex Kipchirchir · Quénia                                                      | 3:46.54   | Adil Kaouch · Marrocos                                                         | 3:46.72   | Tarek Boukensa · Argélia                                                                   | 3:46.81   |
| 5 000 metros            | Kenenisa Bekele · Etiópia                                                      | 14:03.41  | Mike Kigen · Quénia                                                            | 14:05.12  | Moses Kipsiro · Uganda                                                                     | 14:05.20  |
| 10 000 metros           | Moses Kipsiro · Uganda                                                         | 28:03.46  | Mike Kigen · Quénia                                                            | 28:03.70  | Abebe Dinkesa · Etiópia                                                                    | 28:05.07  |
| 110 metros barreiras    | Aymen Ben Ahmed · Tunísia                                                      | 13.77     | Joseph-Berlioz Randriamihaja · Madagascar                                      | 14.03     | Ruan de Vries · África do Sul                                                              | 14.05     |
| 400 metros barreiras    | Louis van Zyl · África do Sul                                                  | 49.43     | Alwyn Myburgh · África do Sul                                                  | 49.88     | Kurt Couto Predefinição:Country data MDZ                                                   | 50.72     |
| 3 000 metros obstáculos | Paul Kipsiele Koech · Quénia                                                   | 8:11.74   | Abdelkader Hachlaf · Marrocos                                                  | 8:33.52   | Ruben Ramolefi · África do Sul                                                             | 8:39.67   |
| 4×100 metros estafetas  | Nigéria · Peter Emelieze · Uchenna Emedolu · Adetoyi Durotoye · Olusoji Fasuba | 39.63     | África do Sul · Hannes Dreyer · Leigh Julius · Lee-Roy Newton · Sherwin Vries  | 39.68     | Gana · Harry Adu Mfum · Cyril Ferguson · Seth Amoo · Eric Nkansah                          | 40.12     |
| 4×400 metros estafetas  | Quénia · George Kwoba · Vincent Mumo Kiilu · Sammy Rono · Thomas Musembi       | 3:06.78   | África do Sul · Alwyn Myburgh · Ofentse Mogawane · Ruben Majola · Paul Gorries | 3:07.65   | Botswana · Oganeditse Moseki · California Molefe · Gakologelwang Masheto · Obakeng Ngwigwa | 3:08.13   |
| 20 km marcha            | David Kimutai · Quénia                                                         | 1:23:58   | Hatem Ghoula · Tunísia                                                         | 1:25:02   | Hicham Mejbar · Argélia                                                                    | 1:25:15   |
| Salto em altura         | Kabelo Kgosiemang · Botswana                                                   | 2.30      | Sere Boubakar · Burquina Fasso                                                 | 2.22      | Ramsey Carelse · África do Sul                                                             | 2.22      |
| Salto à vara            | Okkert Brits · África do Sul                                                   | 5.20      | Abderrahmane Tamada · Tunísia                                                  | 5.15      | Hamdi Dhouibi · Tunísia                                                                    | 4.80      |
| Salto em comprimento    | Ignisious Gaisah · Gana                                                        | 8.51      | Khotso Mokoena · África do Sul                                                 | 8.45      | Issam Nima · Argélia                                                                       | 8.37      |
| Salto triplo            | Tarik Bouguetaïb · Marrocos                                                    | 17.25     | Khotso Mokoena · África do Sul                                                 | 16.67     | Younès Moudrik · Marrocos                                                                  | 16.58     |
| Lançamento do peso      | Yasser Ibrahim Farag · Egito                                                   | 18.93     | Janus Robberts · África do Sul                                                 | 17.88     | Mohammed Medded · Tunísia                                                                  | 17.87     |
| Lançamento do disco     | Omar Ahmed ElGazaly · Egito                                                    | 61.11     | Yasser Ibrahim Farag · Egito                                                   | 54.38     | Chima Ugwu · Nigéria                                                                       | 51.56     |
| Lançamento do martelo   | Chris Harmse · África do Sul                                                   | 77.55     | Saber Souid · Tunísia                                                          | 72.66     | Mohsen El Anany · Egito                                                                    | 69.22     |
| Lançamento do dardo     | Gerhardus Pienaar · África do Sul                                              | 77.55     | Gerbrandt Grobler · África do Sul                                              | 75.95     | Walid Adb El Wahab · Egito                                                                 | 69.86     |
| Decatlo                 | Hamdi Dhouibi · Tunísia                                                        | 7,566 pts | Mourad Souissi · Argélia                                                       | 7,113 pts | Terence Wepener · África do Sul                                                            | 7,084 pts |

### Feminino
| Evento                  | Ouro                                                                                | Ouro     | Prata                                                                             | Prata    | Bronze                                                                                                 | Bronze   |
| ----------------------- | ----------------------------------------------------------------------------------- | -------- | --------------------------------------------------------------------------------- | -------- | --- | -------- |
| 100 metros              | Vida Anim · Gana                                                                    | 11.58    | Geraldine Pillay · África do Sul                                                  | 11.67    | Endurance Ojokolo · Nigéria                                                                            | 11.95    |
| 200 metros              | Vida Anim · Gana                                                                    | 22.90    | Geraldine Pillay · África do Sul                                                  | 23.11    | Fabienne Feraez · Benim                                                                                | 23.15    |
| 400 metros              | Amy Mbacke Thiam · Senegal                                                          | 52.22    | Amantle Montsho · Botswana                                                        | 52.68    | Louise Ayetotche · Costa do Marfim                                                                     | 52.92    |
| 800 metros              | Janeth Jepkosgei · Quénia                                                           | 2 :00.64 | Maria de Lurdes Mutola · Moçambique                                               | 2 :01.08 | Nouria Merah Benida · Argélia                                                                          | 2 :02.18 |
| 1 500 metros            | Nouria Merah Benida · Argélia                                                       | 4:23.26  | Safa Issaoui · Tunísia                                                            | 4:24.08  | Berhane Hirphsa · Etiópia                                                                              | 4:24.09  |
| 5 000 metros            | Meseret Defar · Etiópia                                                             | 15:56.00 | Tirunesh Dibaba · Etiópia                                                         | 15:56.04 | Sylvia Chibiwott Kibet · Quénia                                                                        | 15:57.14 |
| 10 000 metros           | Edith Masai · Quénia                                                                | 31:27.96 | Isabella Ochichi · Quénia                                                         | 31:29.43 | Emily Chebet · Quénia                                                                                  | 31:33.39 |
| 100 metros barreiras    | Toyin Augustus · Nigéria                                                            | 13.44    | Carole Me-ban Kaboud · Camarões                                                   | 13.85    | Gnima Faye · Senegal                                                                                   | 13.95    |
| 400 metros barreiras    | Janet Wienand · África do Sul                                                       | 56.97    | Houria Moussa · Argélia                                                           | 57.15    | Aissafa Soulama · Burquina Fasso                                                                       | 57.27    |
| 3 000 metros obstáculos | Jeruto Kiptum · Quénia                                                              | 10:00.02 | Habiba Ghribi · Tunísia                                                           | 10:10.93 | Chaabi Bouchra · Marrocos                                                                              | 10:11.52 |
| 4×100 metros estafetas  | Gana · Gifty Addy, · Elizabeth Amolofo, · Vida Anim, · Esther Dankwah               | 44.43    | Nigéria · Toyin Augustus · Francisca Idoko · Gloria Kemasuode · Endurance Ojokolo | 44.52    | Camarões · Esther Solange Ndoumbe · Carole Kaboud Me-Bam · Josephine Mbarga Bikie · Leonie Myriam Mani | 46.43    |
| 4×400 metros estafetas  | África do Sul · Amanda Kotze, · Estie Wittstock, · Janet Wienand, · Heide Seyerling | 3:36.88  | Nigéria · Alice Nwosu · Mary Onyemuwa · Kate Obilor · Christiana Ekpukhon         | 3:37.00  | Quénia · Josephine Nyarunda · Elizabeth Muthuka · Annet Mwanzi Lukhuyi · Florence Wasike               | 3:39.79  |
| 20 km marcha            | Nagwa Ibrahim Saleh · Egito                                                         | 1:43:22  | Arasa Asnaksh Abissa · Etiópia                                                    | 1:45:31  | Ghania Amzal · Argélia                                                                                 | 1:46:05  |
| Salto em altura         | Rene van der Merwe · África do Sul                                                  | 1.84     | Nkeka Ukuh · Nigéria                                                              | 1.80     | Sara Bouaoudia · Argélia                                                                               | 1.75     |
| Salto à vara            | Syrine Balti · Tunísia                                                              | 4.21     | Nisrine Dinar · Marrocos                                                          | 3.60     | Lindi Roux · África do Sul                                                                             | 3.60     |
| Salto em comprimento    | Joséphine Mbarga-Bikié · Camarões                                                   | 6.33     | Kéné Ndoye · Senegal                                                              | 6.30     | Chinazom Amadi · Nigéria                                                                               | 6.23     |
| Salto triplo            | Yamilé Aldama · Sudão                                                               | 14.71    | Kéné Ndoye · Senegal                                                              | 14.08    | Otonye Iworima · Nigéria                                                                               | 13.88    |
| Arremesso de peso       | Vivian Chukwuemeka · Nigéria                                                        | 17.45    | Wafa Ismail El Baghdadi · Egito                                                   | 15.48    | Monique Ngo Ngoué-Poree · Camarões                                                                     | 14.99    |
| Lançamento do disco     | Elizna Naude · África do Sul                                                        | 55.42    | Vivian Chukwuemeka · Nigéria                                                      | 49.63    | Suzanne Kragbe · Costa do Marfim                                                                       | 49.05    |
| Lançamento do martelo   | Marwa Hussein Arafat · Egito                                                        | 62.16    | Blessing Egwu · Nigéria                                                           | 51.77    | Menakshee Totah · Maurícia                                                                             | 36.68    |
| Lançamento do dardo     | Justine Robbeson · África do Sul                                                    | 60.60 ,  | Sunette Viljoen · África do Sul                                                   | 55.64    | Lindy Leveau · Seicheles                                                                               | 54.41    |
| Heptatlo                | Janice Josephs · África do Sul                                                      | 5876 pts | Celine Laporte · Seicheles                                                        | 4932 pts | Nadege Foe Essama · Camarões                                                                           | 3808 pts |

## Quadro de medalhas
| Ordem | País                           | Medalha de ouro | Medalha de prata | Medalha de bronze | Total |
| ----- | ------------------------------ | --------------- | ---------------- | ----------------- | ----- |
| 1     | África do Sul                  | 10              | 11               | 6                 | 27    |
| 2     | Quênia                         | 6               | 3                | 4                 | 13    |
| 3     | Nigéria                        | 5               | 6                | 4                 | 15    |
| 4     | Egito                          | 4               | 2                | 2                 | 8     |
| 5     | Gana                           | 4               | -                | 2                 | 6     |
| 6     | Tunísia                        | 3               | 5                | 2                 | 10    |
| 7     | Etiópia                        | 2               | 2                | 2                 | 6     |
| 8     | Marrocos                       | 1               | 3                | 2                 | 6     |
| 9     | Argélia                        | 1               | 2                | 6                 | 9     |
| 10    | Senegal                        | 1               | 2                | 1                 | 4     |
| 11    | Camarões                       | 1               | 1                | 3                 | 5     |
| 12    | Botswana                       | 1               | 1                | 1                 | 3     |
| 13    | Sudão                          | 1               | 1                | -                 | 2     |
| 14    | Uganda                         | 1               | -                | 1                 | 2     |
| 15    | República Democrática do Congo | 1               | -                | -                 | 1     |
| 16=   | Ilhas Maurícias                | -               | 1                | 1                 | 2     |
| 16=   | Burquina Fasso                 | -               | 1                | 1                 | 2     |
| 16=   | Moçambique                     | -               | 1                | 1                 | 2     |
| 16=   | Seicheles                      | -               | 1                | 1                 | 2     |
| 19    | Madagáscar                     | -               | 1                | -                 | 1     |
| 20=   | Costa do Marfim                | -               | -                | 1                 | 1     |
| 20=   | Benim                          | -               | -                | 1                 | 1     |
| 20=   | Zimbabwe                       | -               | -                | 1                 | 1     |

## Participantes
Um total de 438 atletas de 42 nacionalidades participaram do evento.
- Argélia (20)
- Benim (8)
- Botswana (13)
- Burquina Fasso (7)
- Burundi (4)
- Camarões (11)
- Cabo Verde (1)
- República Centro-Africana (3)
- Chade (1)
- Comores (1)
- Costa do Marfim (7)
- República Democrática do Congo (3)
- Egito (14)
- Eritreia (4)
- Etiópia (23)
- Gabão (2)
- Gana (20)
- Quênia (36)
- Lesoto (2)
- Libéria (10)
- Madagáscar (6)
- Malawi (1)
- Mali (8)
- Ilhas Maurícias (33)
- Marrocos (25)
- Moçambique (6)
- Namíbia (6)
- Nigéria (32)
- República do Congo (4)
- Ruanda (5)
- Senegal (20)
- Seicheles (14)
- Somália (1)
- Essuatíni (2)
- África do Sul (53)
- Sudão (2)
- Tanzânia (4)
- Togo (2)
- Tunísia (12)
- Uganda (4)
- Zâmbia (4)
- Zimbabwe (4)

Legenda
| Recorde mundial       | Recorde mundial (World record)               |                       | Recorde africano                      | Recorde africano (African) |                                           | Q | Classificado por posição (Qualified) |
| Recorde do campeonato | Recorde do campeonato (Championship record)  | Recorde da América    | Recorde da América (Americas)         | q                          | Classificado por melhor tempo (Qualified) |   |                                      |
| Melhor marca do ano   | Melhor marca do ano (World leading)          | Recorde asiático      | Recorde asiático (Asian)              | DNS                        | Não largou (Did not start)                |   |                                      |
| Recorde nacional      | Recorde nacional (National record)           | Recorde europeu       | Recorde europeu (European)            | DNF                        | Não terminou (Did not finish)             |   |                                      |
| Recorde pessoal       | Recorde pessoal do atleta (Personal best)    | Recorde da Oceania    | Recorde da Oceania (Oceania)          | DSQ / DQ                   | Desclassificado (Disqualified)            |   |                                      |
| Recorde da temporada  | Recorde da temporada do atleta (Season best) | Recorde sul-americano | Recorde sul-americano (South America) | NM                         | Sem marca (No mark)                       |   |                                      |